# 似血杜鹃
似血杜鹃（学名：Rhododendron haematodes sp. haematodes）为杜鹃花科杜鹃花属下的一个亚种。是中国国家二级保护植物。
地理分布与生态环境仅产于中国云南西北部苍山东、西坡；生于海拔3200～4050m的冷杉林下或高山杜鹃灌丛中。形态特征常绿灌木，高1～2m。幼枝密被黄棕色丛卷绒毛。

## 图像

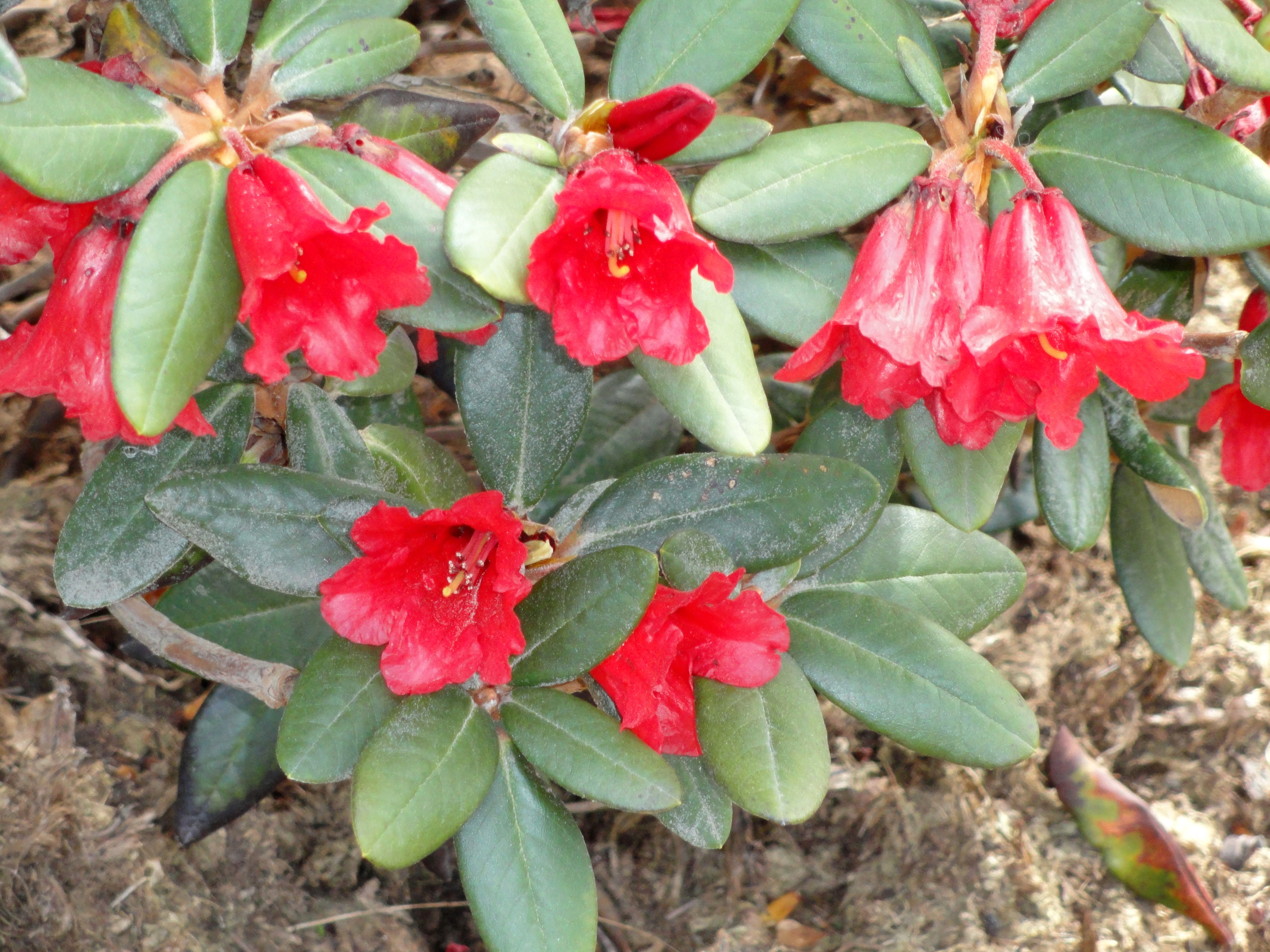
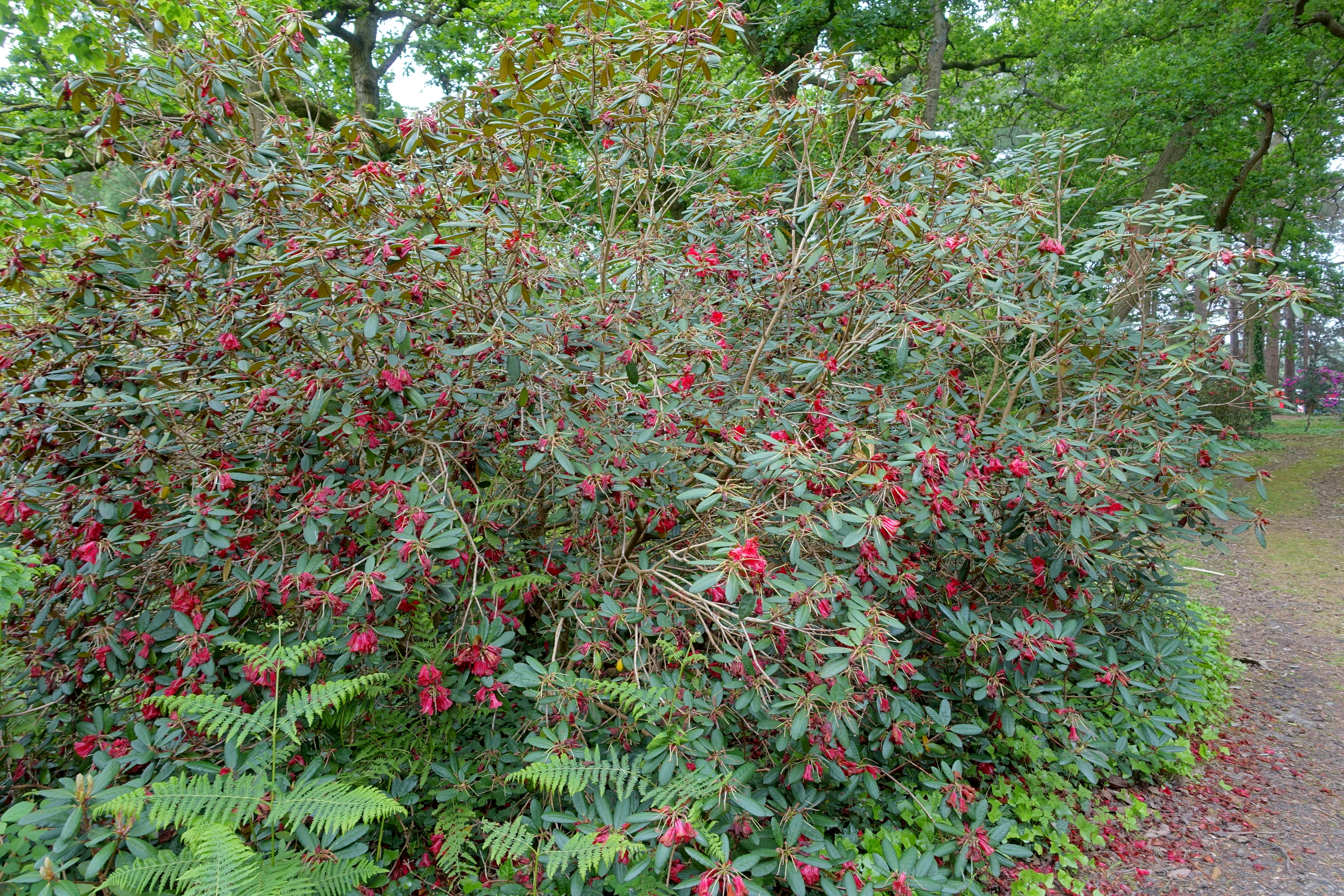
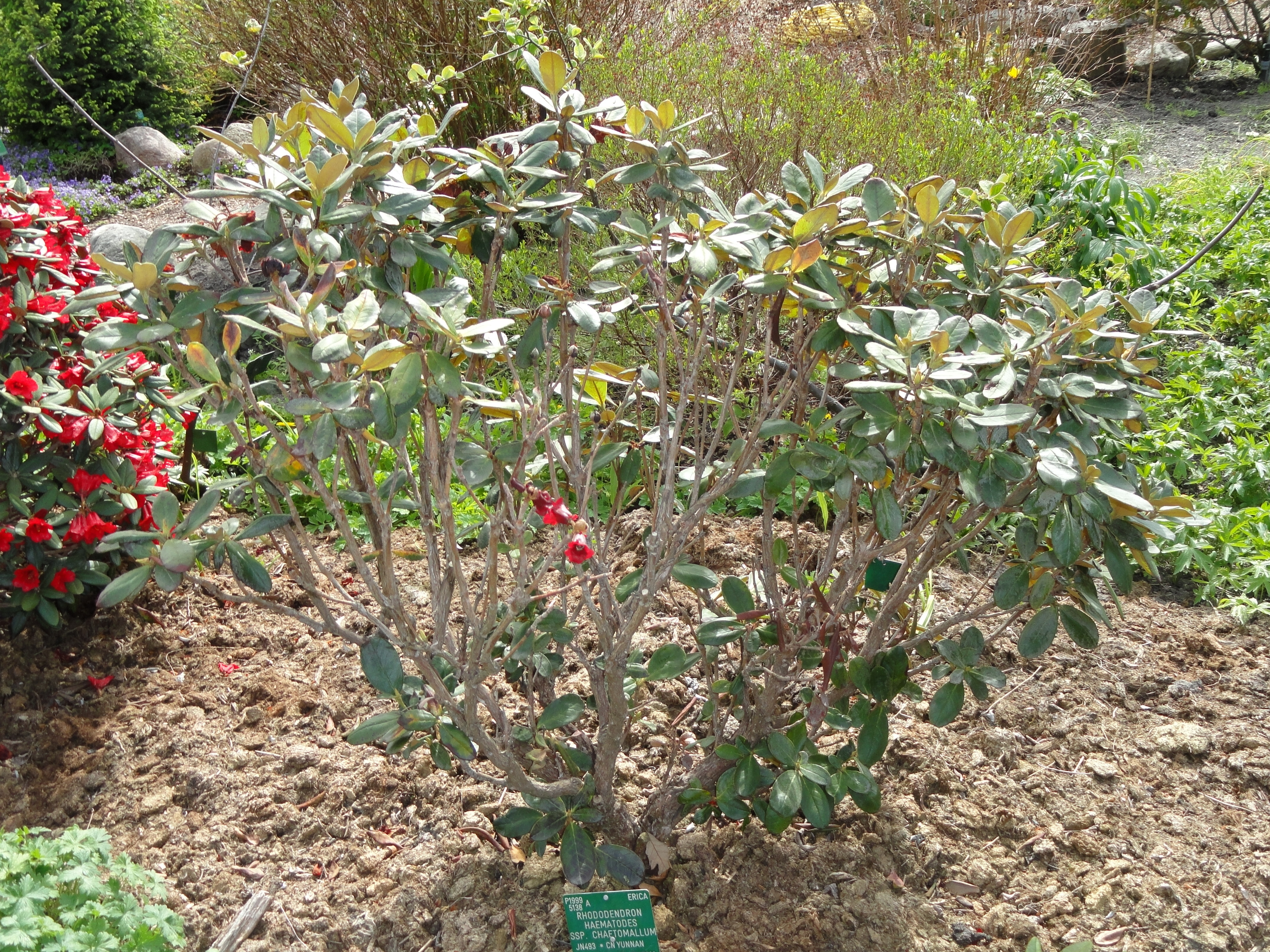
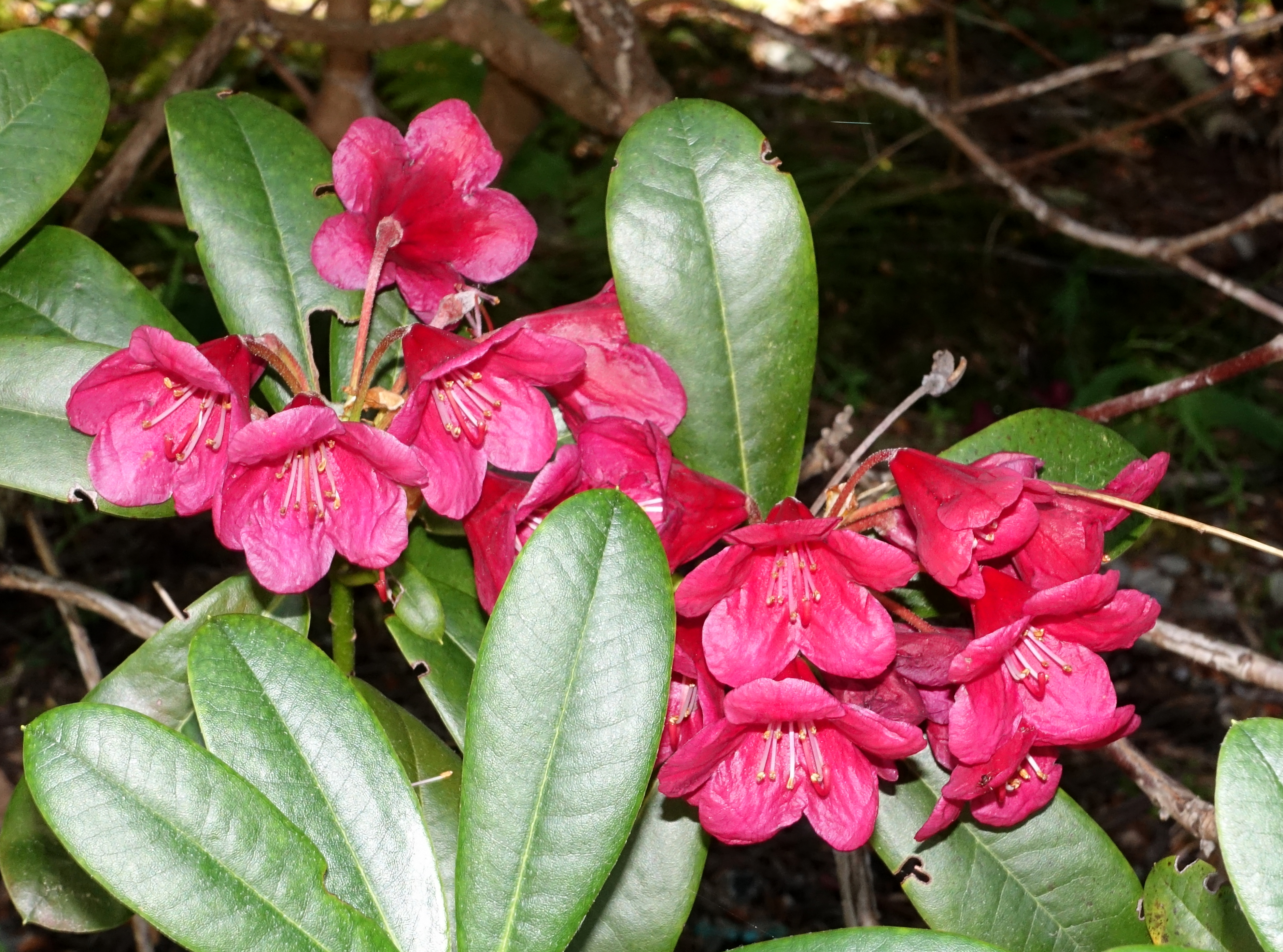
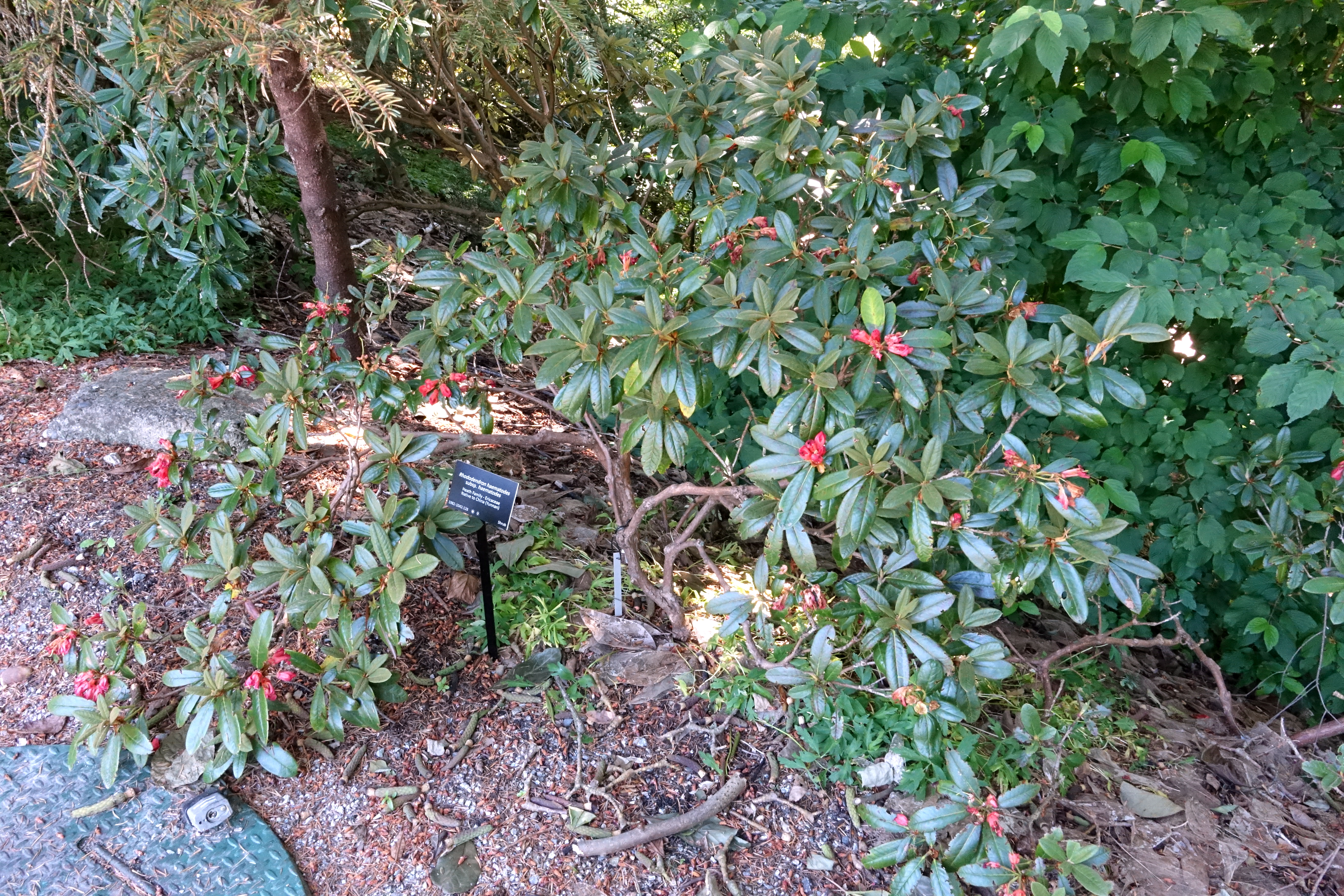